# Sofies Verden
Sofies verden (ISBN 87-14-19491-0) er en roman skrevet af den norske forfatter Jostein Gaarder og udgivet i 1991. Romanen handler om pigen Sofie, der på mystisk vis pludselig modtager breve om kendte filosofiske spørgsmål.
Snart modtager hun brev efter brev om filosofiens historie, startende med naturfilosoffer, myter og gammel nordisk tro, videre med de græske filosoffer Sokrates, Platon og Aristoteles, senere forbi Bibelen og videre op gennem den europæiske historie med Kant, Kierkegaard, Darwin, Freud og mange flere.
På denne måde giver bogen læseren et overblik over filosofiens historie på en lettere tilgængelig måde end mange andre værker, primært fordi historien fortælles igennem bogens handling og Sofies egne oplevelser. Bogen har primært fokus på europæisk filosofi.
Forfatteren Jostein Gaarder har under en foredragsrække i 1993 oplyst at bogen både kan anvendes som undervisningsbog, som opslagsværk og som almindelig skønlitterær roman.
Bogen blev filmatiseret i 1999 med Erik Gustavson som instruktør og Silje Storstein i hovedrollen som Sofie.